# Península Olivieri

Mapa de las islas Malvinas, con topónimos en idioma español (pulsar en la imagen para agrandarla).

La península Olivieri es una península ubicada entre la bahía de la Maravilla (al este) y la bahía Concordia (al oeste) en el noroeste de la isla Soledad, en las Islas Malvinas, que según la Organización de las Naciones Unidas (ONU), están en litigio de soberanía entre el Reino Unido, quien la administra como parte del territorio británico de ultramar de las Malvinas, y la Argentina, quien reclama su devolución, y la integra en el departamento Islas del Atlántico Sur de la provincia de Tierra del Fuego, Antártida e Islas del Atlántico Sur. No posee un nombre en idioma inglés.
Se destacan el asentamiento de Salvador, el cabo Alto, la punta Negra, la punta Acantilado y algunas elevaciones que alcanzan más de 160 m s. n. m.
El nombre de la península recuerda a Claudio Olivieri, que falleció durante el ataque al ARA Alférez Sobral (A-9) durante la guerra de las Malvinas de 1982.